# Статьи Асакуры Такакагэ
«Статьи Асакуры Такакагэ» (яп. 朝倉孝景条々 асакура такакагэ дзё:дзё:) — японское семейное поучение рода Асакура, составленное в период Сэнгоку.

## История
Авторство «Статей» традиционно приписывают Асакуре Такакагэ, 7-му главе рода Асакура. Исходя из этого, их появление датируют 1471—1481 годами. Количество статей различается в зависимости от списков. В одних вариантах это 16 статей, в других — 17.
«Статьи» сложены в виде инструкций, положений-законов главам рода Асакура, касательно верного управления подконтрольными территориями, а именно провинцией Этидзэн. Среди основных тем упоминаются:
- Переселение вассалов к резиденции Асакура, замку Итидзёдани, для профилактики бунтов подчинённых;
- Кадровая политика и наём новых людей на службу для профилактики коррупции старых;
- Постепенное наращивание военной силы для поддержания обороноспособности;
- Поощрение развития искусств для утверждения авторитета власти;
- Соблюдение скромности и бережливости для нормального развития хозяйства;
- Организация справедливых судов для поддержания престижа рода;
- Ликвидация замков в подконтрольных владениях, кроме родовой резиденции, для профилактики мятежей[3].